# Viejos himnos para nuevos guerreros
Viejos himnos para nuevos guerreros es el decimotercer álbum de estudio del grupo Ñu, editado por el sello Santo Grial en 2011.
Este disco apareció 8 años después de su anterior trabajo en estudio: Títeres (2003), incluyendo 8 nuevas canciones.
Del mismo modo marca el debut del grupo con el sello asturiano Santo Grial Records.

## Temas
1. Arreando mi suerte
2. Cantarás sin fe
3. Hoy por ti dejaría mi piel
4. La tentación de Cristóforo Orsino
5. Viejos himnos para nuevos guerreros
6. El invento de sentir
7. Serafín
8. Siempre en escena